# リーガ・エスパニョーラ1995-1996
リーガ・エスパニョーラ1995-1996は、スペインの国内プロサッカーリーグ、リーガ・エスパニョーラの1部リーグのプリメーラ・ディビシオンの65回目のシーズンである。1995年9月2日から1996年5月26日に開催された。今季のプリメーラ・ディビシオンは、1996-1997シーズンまで暫定的に2チーム増やして全22チーム体制で運営されることになり、総対戦数は、４６２ゲームと増加した。結果は、アトレティコ・マドリードが1976-1977シーズン以来19季ぶり9回目の優勝を達成した。
ちなみに、勝利した場合は、これまで２ポイントで計算されていたが、これから３ポイントで計算されることになり、ポイントの数が伸びることになった。

## ２２チーム問題
これは、昨シーズン(1994-1995)の5位「セビージャFC」と13位「セルタ・デ・ビーゴ」が、スペインサッカー連盟の定めた期限までに決算報告を提出しなかった罰則として、プロ資格の剥奪と3部のセグンダ・ディビシオンB(プロの1部プリメーラ・ディビシオンや2部のセグンダ・ディビシオンより下のクラスに相当し、アマチュアチームでも参加できるリーグ)に降格する処分を出した。
さらに、入れ替え戦に敗退した17位「アルバセテ・バロンピエ」と自動降格枠であった19位の「レアル・バリャドリード」について、1部残留を決定する。しかし、本来なら降格圏内ではないチームに対しての連盟からの降格処分はスペイン各地で処分取り消し運動を引き起こし、結果として処分が取り消されることになった。一方、処分取り消しの決定に対して「アルバセテ・バロンピエ」と「レアル・バリャドリード」が抗議し、その結果、1996-1997シーズンまでの2年間に限り、22チームの拡大が認められることになった。
セグンダ・ディビシオンから昇格し、本季のプリメーラ・ディビシオンに参戦するのは、セグンダ・ディビシオン1994-1995成績上位によって自動昇格した「CPメリダ」・「ラーヨ・バジェカーノ」と、プリメーラ・ディビシオン1994-1995の17位「アルバセテ・バロンピエ」との入れ替え戦に勝利した「UDサラマンカ」の合わせて3チーム。なお、入れ替え戦に敗れた「アルバセテ・バロンピエ」も上記に述べた理由により、本季はプリメーラ・ディビシオンに参戦している。
1. ↑  http://noticias.juridicas.com/base_datos/Admin/l30-1992.html
2. ↑  http://www.futbolme.com/laliga/porjornadas/index2.asp?D1=1994

## 順位
| 順位 | クラブ名                       | 勝点 | 試合数 | 勝 | 分 | 負 | 得点 | 失点 | 差  | 備考                                                  |
| ---- | ------------------------------ | ---- | ------ | -- | -- | -- | ---- | ---- | --- | ----------------------------------------------------- |
| 1    | アトレティコ・マドリード       | 87   | 42     | 26 | 9  | 7  | 75   | 32   | +43 | UEFAチャンピオンズリーグ 1996-97 グループリーグ出場権 |
| 2    | バレンシアCF                   | 83   | 42     | 26 | 5  | 11 | 77   | 51   | +26 | UEFAカップ1996-97一回戦出場権                         |
| 3    | FCバルセロナ                   | 80   | 42     | 22 | 14 | 6  | 72   | 39   | +33 | UEFAカップウィナーズカップ 1996-97出場権              |
| 4    | RCDエスパニョール              | 74   | 42     | 20 | 14 | 8  | 63   | 36   | +27 | UEFAカップ1996-97一回戦出場権                         |
| 5    | CDテネリフェ                   | 72   | 42     | 20 | 12 | 10 | 69   | 54   | +15 | UEFAカップ1996-97一回戦出場権                         |
| 6    | レアル・マドリード             | 70   | 42     | 20 | 10 | 12 | 75   | 51   | +24 |                                                       |
| 7    | レアル・ソシエダ               | 63   | 42     | 17 | 12 | 13 | 62   | 53   | +9  |                                                       |
| 8    | レアル・ベティス               | 62   | 42     | 16 | 14 | 12 | 61   | 54   | +7  |                                                       |
| 9    | デポルティーボ・ラ・コルーニャ | 61   | 42     | 16 | 13 | 13 | 63   | 44   | +19 |                                                       |
| 10   | SDコンポステラ                 | 59   | 42     | 17 | 8  | 17 | 47   | 54   | -7  |                                                       |
| 11   | セルタ・デ・ビーゴ             | 52   | 42     | 12 | 16 | 14 | 49   | 51   | -2  |                                                       |
| 12   | セビージャFC                   | 48   | 42     | 11 | 15 | 16 | 43   | 55   | -12 |                                                       |
| 13   | レアル・サラゴサ               | 48   | 42     | 11 | 15 | 16 | 51   | 59   | -8  |                                                       |
| 14   | レアル・オビエド               | 48   | 42     | 12 | 12 | 18 | 48   | 67   | -19 |                                                       |
| 15   | アスレティック・ビルバオ       | 48   | 42     | 11 | 15 | 16 | 44   | 55   | -11 |                                                       |
| 16   | レアル・バリャドリード         | 47   | 42     | 11 | 14 | 17 | 57   | 62   | -5  |                                                       |
| 17   | ラシン・サンタンデール         | 47   | 42     | 11 | 14 | 17 | 47   | 69   | -22 |                                                       |
| 18   | スポルティング・デ・ヒホン     | 46   | 42     | 13 | 7  | 22 | 51   | 60   | -9  |                                                       |
| 19   | ラーヨ・バジェカーノ           | 44   | 42     | 12 | 8  | 22 | 47   | 75   | -28 | セグンダ・ディビシオン4位との入れ替え戦               |
| 20   | アルバセテ・バロンピエ         | 42   | 42     | 10 | 12 | 20 | 55   | 81   | -26 | セグンダ・ディビシオン3位との入れ替え戦               |
| 21   | CPメリダ                       | 42   | 42     | 10 | 12 | 20 | 37   | 62   | -25 | セグンダ・ディビシオンに自動降格                      |
| 22   | UDサラマンカ                   | 33   | 42     | 8  | 9  | 25 | 53   | 82   | -29 | セグンダ・ディビシオンに自動降格                      |

1. ↑  コパ・デル・レイ1995-96に優勝したアトレティコ・マドリードがUEFAチャンピオンズリーグ 1996-97に出場する為、代わって、準優勝したFCバルセロナがUEFAカップウィナーズカップ 1996-97出場権を獲得。

## 入れ替え戦(降格プレーオフ)結果

### 第1戦
| ホームチーム         |     | アウェーチーム         |
| RCDマジョルカ        | 1-0 | ラーヨ・バジェカーノ   |
| CFエストレマドゥーラ | 1-0 | アルバセテ・バロンピエ |

### 第2戦
| ホームチーム           |     | アウェーチーム       |
| ラーヨ・バジェカーノ   | 2-0 | RCDマジョルカ        |
| アルバセテ・バロンピエ | 0-1 | CFエストレマドゥーラ |

### トータルスコア
| ラーヨ・バジェカーノ | 2-1 | RCDマジョルカ          | お互い1勝1敗だが、得点合計が上回ったラーヨ・バジェカーノが勝利 |
| CFエストレマドゥーラ | 2-0 | アルバセテ・バロンピエ | 2勝したCFエストレマドゥーラが勝利                              |

「CFエストレマドゥーラ」が1996-1997シーズンの"プリメーラ・ディビシオン(スペイン1部リーグ)"に昇格し、「ラーヨ・バジェカーノ」がプリメーラ・ディビシオン残留を決めた。

「アルバセテ・バロンピエ」 が1996-1997シーズンの"セグンダ・ディビシオン(スペイン2部リーグ)"に降格し、昇格に失敗した「RCDマジョルカ」がセグンダ・ディビシオンに残留。

## ピチーチ賞
最も多く得点を挙げた選手にはピチーチ賞が贈られる。
| 順位 | 選手                         | クラブ                         | ゴール数 |
| ---- | ---------------------------- | ------------------------------ | -------- |
| 1    | フアン・アントニオ・ピッツィ | CDテネリフェ                   | 31       |
| 2    | プレドラグ・ミヤトヴィッチ   | バレンシアCF                   | 28       |
| 3    | ベベット                     | デポルティーボ・ラ・コルーニャ | 25       |
| 4    | アラン・ペテルナック         | レアル・バリャドリード         | 23       |
| 5    | ラウル・ゴンサレス           | レアル・マドリード             | 19       |
| 6    | フリオ・サリナス             | スポルティング・デ・ヒホン     | 18       |
| 7    | ジョルディ・ラルディン       | RCDエスパニョール              | 17       |
| 8    | リュボスラフ・ペネフ         | アトレティコ・マドリード       | 16       |
| 8    | ダヴォール・シューケル       | セビージャFC                   | 16       |
| 10   | ウラジミール・グデリ         | セルタ・デ・ビーゴ             | 15       |
| 10   | フアン・マヌエル・プリエト   | CPメリダ                       | 15       |

## サモラ賞
平均失点数が最も低いゴールキーパーにはサモラ賞が贈られる。
| 順位 | 選手                   | クラブ                         | 試合 | 失点 | 失点率 |
| ---- | ---------------------- | ------------------------------ | ---- | ---- | ------ |
| 1    | フランシスコ・モリーナ | アトレティコ・マドリード       | 42   | 32   | 0.76   |
| 2    | カルレス・ブスケ       | FCバルセロナ                   | 37   | 33   | 0.89   |
| 3    | トニ・ヒメネス         | RCDエスパニョール              | 40   | 36   | 0.90   |
| 4    | フランシスコ・リアーノ | デポルティーボ・ラ・コルーニャ | 35   | 37   | 1.06   |
| 5    | アンドニ・スビサレッタ | バレンシアCF                   | 38   | 44   | 1.15   |
| 6    | トニ・プラッツ         | セルタ・デ・ビーゴ             | 41   | 50   | 1.21   |
| 7    | マルセーロ・オヘラ     | CDテネリフェ                   | 41   | 52   | 1.26   |
| 8    | アルベルト・ロペス     | レアル・ソシエダ               | 40   | 59   | 1.27   |
| 9    | ファラガン             | SDコンポステラ                 | 42   | 54   | 1.28   |
| 10   | ペドロ・ハロ           | レアル・ベティス               | 40   | 51   | 1.28   |